# Lonely the Brave
Lonely the Brave es una banda inglesa de Indie Rock, Rock Alternativo.

## Miembros
Actuales
- Mark Trotter: guitarra líder, corista
- Gavin Edgeley: batería, corista
- Andrew Bushen: bajo eléctrico
- Ross Smithwick: guitarra rítmica, corista
- Jack Bennett: voz principal

Exmiembros
- Joel Mason: guitarra rítmica[3]
- David Jakes: voz principal

Línea de tiempo

## Discografía
Las siguientes son las publicaciones de Lonely the Brave:

### Álbumes de estudio
| Año  | Título             | Posicionamiento en listas | Discográfica      |
| Año  | Título             | RU                        | Discográfica      |
| ---- | ------------------ | ------------------------- | ----------------- |
| 2014 | The Day's War      | 14                        | Hassle Records    |
| 2016 | Things Will Matter | 35                        | Hassle Records    |
| 2021 | The Hope List      | 73                        | Easy Life Records |

### EP
| Año  | Título                                  | Discográfica      |
| ---- | --------------------------------------- | ----------------- |
| 2008 | For an Exit Light                       | Autoeditado       |
| 2010 | Backroads                               | Autoeditado       |
| 2014 | Backroads                               | Hassle Records    |
| 2014 | Live at Angel Studios                   | Hassle Records    |
| 2015 | Call of Horses                          | Hassle Records    |
| 2015 | split with frnkiero andthe cellabration | Hassle Records    |
| 2016 | Dust & Bones                            | Hassle Records    |
| 2017 | Diamond Days                            | Hassle Records    |
| 2020 | Bright Eyes                             |                   |
| 2021 | Keeper                                  | Easy Life Records |
| 2021 | The Hope List (Live Session)            | Easy Life Records |

### Singles
| Año  | Álbum/EP                        | Single                          |
| ---- | ------------------------------- | ------------------------------- |
| 2013 | Backroads                       | Black Saucers                   |
| 2014 | The Day's War                   | Trick of the Light              |
| 2014 | The Day's War                   | Backroads                       |
| 2015 | The Day's War (Victory Edition) | Backroads (Redux)               |
| 2015 | The Day's War (Victory Edition) | Oceana                          |
| 2015 | The Day's War (Victory Edition) | Control                         |
| 2015 | The Day's War (Victory Edition) | Backroads (Redux)               |
| 2016 | Things Will Matter              | Black Mire                      |
| 2016 | Things Will Matter              | What If You Fall In             |
| 2016 | Things Will Matter              | Radar                           |
| 2016 | Things Will Matter              | Rattlenakes                     |
| 2016 | Things Will Matter              | Diamond Days                    |
| 2016 | Things Will Matter              | Radar (Redux)                   |
| 2016 | Dust & Bones                    | Place Isn't Lost                |
| 2016 | Dust & Bones                    | Comfortably Numb                |
| 2017 | Things Will Matter (Redux)      | Rattlenakes (Redux)             |
| 2017 | Things Will Matter (Redux)      | Things Will Matter              |
| 2017 | Things Will Matter (Redux)      | What If You Fall In (Redux)     |
| 2017 | Things Will Matter (Redux)      | Dust & Bones (Redux)            |
| 2020 | Bright Eyes                     | Bound                           |
| 2020 | Bright Eyes                     | Distant Light                   |
| 2020 | Bright Eyes                     | Open Door                       |
| 2021 | Keeper                          | Keeper                          |
| 2021 | -                               | Keeper (Piano Version)          |
| 2021 | -                               | The Harrow (Instrumental)       |
| 2021 | -                               | Distant Light (Instrumental)    |
| 2021 | -                               | Something I Said (Instrumental) |
| 2021 | -                               | Bound (Instrumental)            |
| 2022 | -                               | Only You Say It                 |

## Videoclips
| Título                | Año  | Director              |
| --------------------- | ---- | --------------------- |
| "Backroads"           | 2014 | Greg Davenport        |
| "Trick of the Light"  | 2014 | A Nice Idea Every Day |
| "Victory Line"        | 2014 | Jeff Le Bars          |
| "The Blue, The Green" | 2014 | Greg Davenport        |
| "Black Mire"          | 2016 | Jordan Martins        |
| "Radar"               | 2016 | Lewis Cater           |
| "What If You Fall In" | 2016 | Adriano Vessichelli   |
| "Rattlesnakes"        | 2016 | Rogier Hendriks       |
| "Control"             | 2016 | Joe Brady             |
| "Dust & Bones"        | 2016 | Ben Pollard           |
| "Jaws of Hell"        | 2016 | Johannes de Jong      |
| "Bound"               | 2020 | Zak Pinchin           |